# Mueß

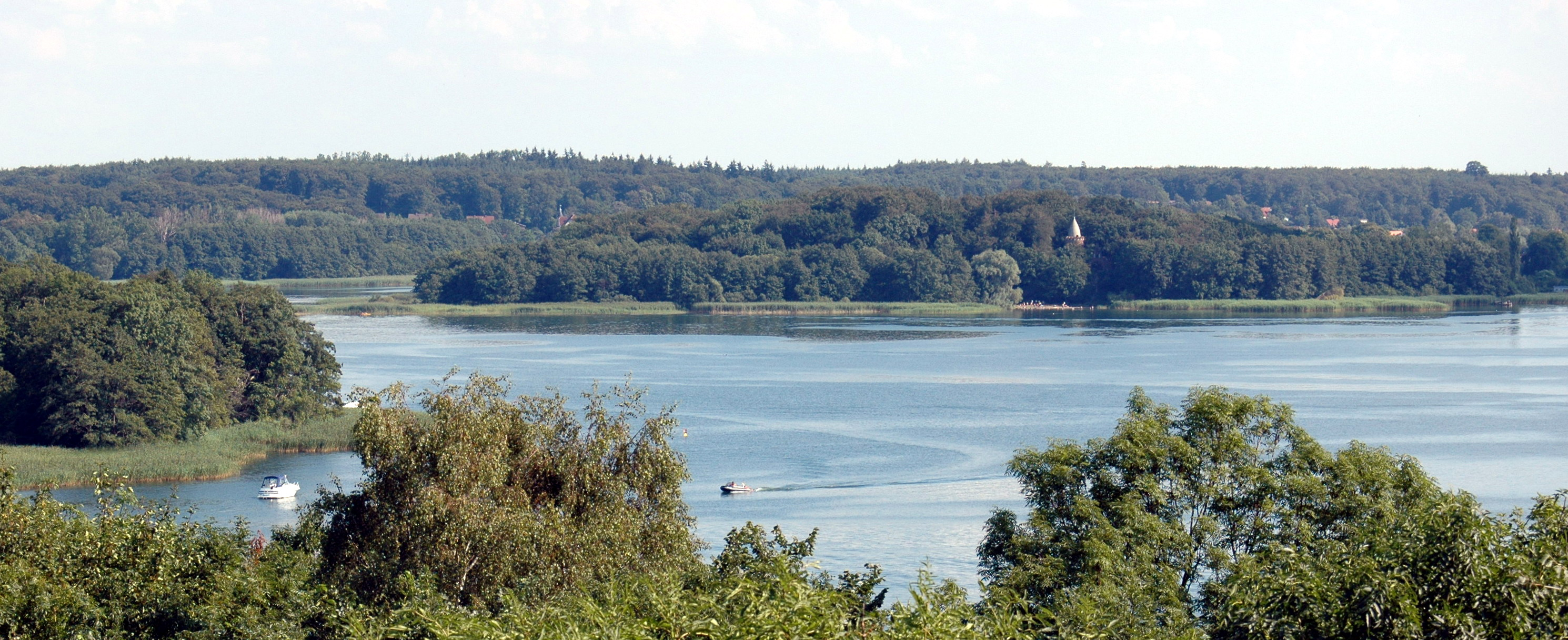
Lago de Schwerin visto de Mueß

Mueß (também escrito "Muess") é um distrito de Schwerin, com uma população de 988 habitantes e uma área de 3,27 km² (327 hectares). Localizado no extremo leste de Schwerin e ao sul do lago de Schwerin.